# フィラデルフィア市長
フィラデルフィア市長（英語：Mayor of Philadelphia）は、アメリカ合衆国のペンシルベニア州フィラデルフィアの市長であり、フィラデルフィア市憲章において最高経営責任者として規定されている。

## 歴史
初代市長ハンフリー・モーレイは市の創設者ウィリアム・ペンからの任命を受けた。2代目のエドワード・シッペンは、ペンより1701年憲章下の最初の市長として任命された。その後フィラデルフィア市議会からさらに2期選出され、その後の市長は市議会により選出された。
如何なる対価も払われない為、候補者の中には市長となるよりは罰金を支払った方がマシだと強く嫌がるものも多かった。1704年にはグリフィス・ジョーンズ市会議員が選出されたが、市長就任を拒否して20ポンドの罰金を科された。1706年のトーマス・ストーリー議員が罰金を科せられ、1745年のアブラハム・テイラー議員は30ポンドの罰金を科せられた。なお以下の者も同様に罰金を科された。
- ジョセフ・ターナー
- リチャード・ヒル(1717)
- アイザック・ノリス(1722)
- ジョン・フリン
- アレクサンダー・ステッドマン(1758)
- サミュエル・ミフリン (1761)
- ウィリアム・コックス
- ダニエル・ベネゼット(1762)
- ジョン・バークレイ
- ジョージ・ロバーツ(1792)
- ロバート・ウォートン（1800年と1811年は拒否したが、その後14年市長を務めて[2]最長記録となっている[3]。)

1747年にウィリアム・アトウッドの引退時の要請で、市議会は100ポンドの年俸支給を決定した。しかし、同年にアンソニー・モリスが選出を避け、密かにバックス郡に逃亡して3日後見つからず、再選挙でアトウッドが2期目を務めることになった。
1826年以降市議会はフィラデルフィア全市民を市長に選出可能になった。1839年から一般投票による選出となった。一般投票の過半数を獲得する候補者が無かった場合は協議会が2大有力候補の中から決めることになる。一般投票で選出された市長はジョン・スウィフト(1840年選出)が初である。
任期は1854年に2年・1861年に3年・1885年に4年となった。1951年に2期で連続には制限が掛かった。

## 市長一覧
| 氏名                                     | 任期                         | 政党                                      |
| ---------------------------------------- | ---------------------------- | ----------------------------------------- |
| ハンフリー・モーレイ                     | 1691–1701                    |                                           |
| エドワード・シッペン                     | 1701–1703                    |                                           |
| アンソニー・モリス                       | 1703–1704                    |                                           |
| グリフィス・ジョーンズ                   | 1704–1705                    |                                           |
| ジョセフ・ウィルコックス                 | 1705–1706                    |                                           |
| ネイサン・スタンバリー                   | 1706–1707                    |                                           |
| トーマス・マスターズ                     | 1707–1709                    | (1年を2期)                                |
| リチャード・ヒル                         | 1709–1710                    |                                           |
| ウィリアム・カーター                     | 1710–1711                    |                                           |
| サミュエル・プレストン                   | 1711–1712                    |                                           |
| ジョナサン・ディキンソン                 | 1712–1713                    |                                           |
| ジョージ・ロッホ                         | 1713–1714                    |                                           |
| リチャード・ヒル                         | 1714–1717                    | (1年を3期)                                |
| ジョナサン・ディキンソン                 | 1717–1719                    | (2期、1年を2期)                           |
| ウィリアム・フィッシュボウン             | 1719–1722                    | (1年を3期)                                |
| ジェームズ・ローガン                     | 1722–1723                    |                                           |
| クレメント・プラムステッド               | 1723–1724                    |                                           |
| アイザック・ノリス                       | 1724–1725                    |                                           |
| ウィリアム・ハドソン                     | 1725–1726                    |                                           |
| チャールズ・ リード                      | 1726–1727                    |                                           |
| トーマス・ローレンス                     | 1727–1729                    | (1年を2期)                                |
| トーマス・グリフィッツ                   | 1729–1731                    | (1年を2期)                                |
| サミュエル・ヘイゼル                     | 1731–1733                    | (1年を2期)                                |
| トーマス・グリフィッツ                   | 1733–1734                    | (2期)                                     |
| トーマス・ローレンス (I)                 | 1734–1735                    | (2期)                                     |
| ウィリアム・アレン                       | 1735–1736                    |                                           |
| クレメント・プラムステッド               | 1736–1737                    | (2期)                                     |
| トーマス・グリフィッツ                   | 1737–1738                    | (3期)                                     |
| アンソニー・モリス                       | 1738–1739                    |                                           |
| エドワード・ロバーツ                     | 1739–1740                    |                                           |
| サミュエル・ヘイゼル                     | 1740–1741                    | (2期)                                     |
| クレメント・プラムステッド               | 1741–1742                    | (3期)                                     |
| ウィリアム・ティル                       | 1742–1743                    |                                           |
| ベンジャミン・シューメーカー             | 1743–1744                    |                                           |
| エドワード・シッペン (II)                | 1744–1745                    |                                           |
| ジェームズ・ハミルトン                   | 1745–1746                    |                                           |
| ウィリアム・アトウッド                   | 1746–1748                    | (1年を2期)                                |
| チャールズ・ウィリング                   | 1748–1749                    |                                           |
| トーマス・ローレンス (I)                 | 1749–1750                    | (3期)                                     |
| ウィリアム・プラムステッド               | 1750–1751                    |                                           |
| ロバート・ストレテル                     | 1751–1752                    |                                           |
| ベンジャミン・シューメーカー             | 1752–1753                    | (2期)                                     |
| トーマス・ローレンス (I)                 | 1753–1754                    | (4期)                                     |
| チャールズ・ウィリング                   | 1754                         | (2期)                                     |
| ウィリアム・プラムステッド               | 1754–1756                    | (2期、1年を2期)                           |
| アトウッド・シュート                     | 1756–1758                    | (1年を2期)                                |
| トーマス・ローレンス (II)                | 1758–1759                    |                                           |
| ジョン・スタンパー                       | 1759–1760                    |                                           |
| ベンジャミン・シューメーカー             | 1760–1761                    | (3期)                                     |
| ジェイコブ・デュシェ・シニア             | 1761–1762                    |                                           |
| ヘンリー・ハリソン                       | 1762–1763                    |                                           |
| トーマス・ウィリング                     | 1763–1764                    |                                           |
| トーマス・ローレンス（II）               | 1764–1765                    | (2期)                                     |
| ジョン・ローレンス                       | 1765–1767                    | (1年を2期)                                |
| アイザック・ジョーンズ                   | 1767–1769                    | (1年を2期)                                |
| サミュエル・シューメーカー               | 1769–1771                    | (1年を2期)                                |
| ジョン・ギブソン                         | 1771–1773                    | (1年を2期)                                |
| ウィリアム・フィッシャー                 | 1773–1774                    |                                           |
| サミュエル・ローズ                       | 1774–1775                    |                                           |
| サミュエル・パウエル                     | 1775–1776                    |                                           |
| (vacant)                                 | 1776–1789                    |                                           |
| サミュエル・パウエル                     | 1789–1790                    | (2期)                                     |
| サミュエル・マイルズ                     | 1790–1791                    |                                           |
| ジョン・バークレイ                       | 1791–1792                    |                                           |
| マシュー・クラークソン                   | 1792–1796                    | (1期を4年)                                |
| ヒラリー・ベイカー                       | 1796–1798                    | (1年を2期)                                |
| ロバート・ウォートン                     | 1798–1800                    | (1年を(2期、)                             |
| ジョン・インスキープ                     | 1800–1801                    |                                           |
| マシュー・ローラー                       | 1801–1805                    | (1期を4年)                                |
| ジョン・インスキープ                     | 1805–1806                    | (2期)                                     |
| ロバート・ウォートン                     | 1806–1808                    | (2期, 1年を2期)                           |
| ジョン・バーカー                         | 1808-1810                    | (1年を2期)                                |
| ロバート・ウォートン                     | 1810–1811                    | (3期)                                     |
| マイケル・ケッペル                       | 1811–1812                    |                                           |
| ジョン・バーカー                         | 1812–1813                    | (2期)                                     |
| ジョン・ガイヤー                         | 1813–1814                    |                                           |
| ロバート・ウォートン                     | 1814–1819                    | (4期、1年を5期)                           |
| ジェームズ・ネルソン・バーカー           | 1819–1820                    |                                           |
| ロバート・ウォートン                     | 1820–1824                    | (5期、1期を4年)                           |
| ジョセフ・ワトソン                       | 1824–1828                    | (1期を4年)                                |
| ジョージ・ダラス                         | 1828–1829                    |                                           |
| ベンジャミン・ウッド・リチャーズ         | 1829                         |                                           |
| ウィリアム・ミルナー                     | 1829–1830                    |                                           |
| ベンジャミン・ウッド・リチャーズ         | 1830–1831                    | (2期)                                     |
| ジョン・スウィフト                       | 1832–1838                    |                                           |
| アイザック・ローチ                       | 1838–1839                    |                                           |
| ジョン・スウィフト                       | 1839–1841                    | (2期、 1年を2期)                          |
| ジョン・モリン・スコット                 | 1841–1844                    | ホイッグ党                                |
| ピーター・マッコール                     | 1844–1845                    |                                           |
| ジョン・スウィフト                       | 1845–1849                    | ホイッグ党 (3期)                          |
| ジョエル・ジョーンズ                     | 1849–1850                    |                                           |
| チャールズ・ギルピン                     | 1850–1854                    | ホイッグ党                                |
| ロバート・T.コンラッド                   | 1854–1856                    | ホイッグ党                                |
| リチャード・ヴォー                       | 1856–1858                    | 民主党                                    |
| アレキサンダー・ヘンリー                 | 1858–1866                    | People's Party, National Union Party      |
| モートン・マクマイケル                   | 1866–1869                    | 共和党                                    |
| ダニエル・フォックス                     | 1869–1872                    | 民主党                                    |
| ウィリアム・ストラムバーグ・ストックリー | 1872–1881                    | 共和党                                    |
| サミュエル・ジョージ・キング             | 1881–1884                    |                                           |
| ウィリアム・バーンズ・スミス             | 1884–1887                    | 共和党                                    |
| エドウィン・ヘンリー・フィットラー       | 1887–1891                    | 共和党 (ここから1期4年)                   |
| エドウィン・シドニー・スチュアート       | 1891–1895                    | 共和党                                    |
| チャールズ・フランクリン・ワーウィック   | 1895–1899                    | 共和党                                    |
| サミュエル・ハウエル・アシュブリッジ     | 1899–1903                    | 共和党                                    |
| ジョン・ウィーバー                       | 1903–1907                    | 共和党                                    |
| ジョン・E・レイバーン                    | 1907–1911                    | 共和党                                    |
| ルドルフ・ブランクンバーグ               | 1911–1916                    | 共和党 (無所属)、キーストン民主党より選出 |
| トーマス・B・スミス                      | 1916–1920                    | 共和党                                    |
| J.ハンプトン・ムーア                     | 1920–1924                    | 共和党                                    |
| W.フリーランド・ケンドリック             | 1924–1928                    | 共和党                                    |
| ハリー・アリスタ・マッキー               | 1928–1931                    | 共和党                                    |
| J.ハンプトン・ムーア                     | 1932–1936                    | 共和党 (2期)                              |
| サミュエル・デイビス・ウィルソン         | 1936–1939                    | 共和党 (在職中に死去)                     |
| ジョージ・コネル                         | 1939–1940                    | ウィルソンの代理                          |
| ロバート・ランバートン                   | 1940年1月1日 - 1941年8月22日 | 共和党 (任期中に死亡)                     |
| ベルナール・サミュエル                   | 1941年8月22日 - 1952年1月7日 | 共和党                                    |
| ジョセフ・S・クラーク                    | 1952年1月7日 - 1956年1月2日  | 民主党                                    |
| リチャードソン・ディルワース             | 1956年1月2日 – 1962年2月12日 | 民主党                                    |
| ジェームス・ヒュー・ジョセフ・テイト     | 1962年2月12日 - 1972年1月3日 | 民主党                                    |
| フランク・L・リッツォ                    | 1972年1月3日 - 1980年1月7日  | 民主党                                    |
| ウィリアム・J・グリーン3世               | 1980年1月7日 - 1984年1月2日  | 民主党                                    |
| ウィルソン・グード                       | 1984年1月2日 - 1992年1月6日  | 民主党                                    |
| エド・レンデル                           | 1992年1月6日 - 2000年1月3日  | 民主党                                    |
| ジョン・F・ストリート                    | 2000年1月3日 - 2008年1月7日  | 民主党                                    |
| マイケル・ナッター                       | 2008年1月7日 - 2016年1月4日  | 民主党                                    |
| ジム・ケニー                             | 2016年1月4日 - 2024年1月4日  | 民主党                                    |
| シェレル・パーカー                       | 2024年1月4日 - 現在          | 民主党                                    |